# Smile 2
Smile 2 (conocida como Sonríe 2 en Hispanoamérica) es una película de terror y thriller psicológico sobrenatural estadounidense de 2024 escrita y dirigida nuevamente por Parker Finn. Es la secuela directa de Smile (2022), que a su vez está basada en el cortometraje Laura Hasn't Slept (2020) del propio Finn. Kyle Gallner retoma brevemente su papel de la primera película como Joel, mientras que Naomi Scott, Lukas Gage y Rosemarie DeWitt aparecen como nuevos personajes. La preproducción comenzó en abril de 2023 y el rodaje duró de enero a marzo de 2024.
La película fue estrenada por Paramount Pictures el 18 de octubre de 2024.

## Argumento
Seis días después de presenciar el suicidio de Rose Cotter y de que la maldición de la Entidad de la Sonrisa cayera sobre él, el oficial de policía Joel intenta transmitirla enfrentándose a dos criminales, con la intención de hacer de uno de ellos su testigo. Después de matar a uno, el testigo muere en un tiroteo. Sin embargo, el traficante de drogas Lewis Fregoli presenció inadvertidamente el evento y heredó la maldición. Ahora libre, Joel intenta huir de más criminales que se acercan, pero es atropellado y asesinado por una camioneta que se aproxima.
En la ciudad de Nueva York, la estrella del pop ganadora del Grammy Skye Riley se prepara para su gira de regreso después de una lucha pública contra el abuso de sustancias y un accidente automovilístico que mató a su novio, el actor Paul Hudson. A pesar de la supervisión constante de su madre y mánager Elizabeth y su asistente Joshua, Skye se escabulle para comprar vicodin de Lewis para su dolor de espalda. Skye es testigo de cómo él, en un estado maníaco, sonríe y se golpea la cara con una placa de pesas, matándose. Traumatizada, Skye huye, demasiado asustada para llamar a la policía y revelar su presencia.
Skye comienza a experimentar alucinaciones físicas y auditivas, incluidas personas que le sonríen inquietantemente, lo que hace que su salud mental se deteriore rápidamente. Desesperada, se reconcilia con su mejor amiga Gemma. Skye recibe un mensaje de texto de un número desconocido, advirtiéndole que saben que estaba en el apartamento de Lewis y que está en peligro. En un evento benéfico organizado por el ejecutivo musical Darius, donde Skye es invitada a hablar, el teleprompter se detiene, lo que más tarde se revela como una alucinación, y obliga a Skye a improvisar su discurso, despotricando sobre cómo la música nunca la ha inspirado en absoluto. Desde el público conmocionado, ve a un sonriente "Paul", y en un ataque de pánico, Skye hiere accidentalmente a un cliente anciano en el escenario.
Skye conoce a Morris, un enfermero de urgencias que ha estado rastreando a la entidad responsable de la muerte de su hermano. Explica que la maldición pasa a cualquiera que presencie la muerte de la víctima. Morris teoriza que la entidad es parásita y puede morir sin un huésped. Él sugiere detener el corazón de Skye y luego resucitarla para romper la maldición, pero ella huye después de ser reconocida. En su apartamento, Skye es atacada por la entidad, que aparece como sus bailarines de respaldo y la sujeta como un brazo gigante que se abre paso por su garganta, antes de caer inconsciente.
Un flashback revela que Skye causó el accidente fatal de Paul al agarrar el volante durante una discusión alimentada por drogas. Más tarde se despierta en un retiro de bienestar y, después de una acalorada discusión con su madre, observa con horror cómo Elizabeth rompe un espejo y se apuñala brutalmente con un fragmento. Ella intenta huir y se da cuenta de que, bajo el control de la entidad, sostiene el fragmento ensangrentado, revelando que ha apuñalado a Elizabeth. Skye escapa del retiro de bienestar y se reúne con Gemma, y juntos secuestran el coche privado de Skye para reunirse con Morris para el procedimiento de reanimación. Sin embargo, Skye recibe una supuesta primera llamada de la verdadera Gemma, revelando que la entidad se ha estado haciendo pasar por ella. Skye se encuentra con Morris en un Pizza Hut abandonado, donde planean usar el congelador para ralentizar el proceso y prevenir daños cerebrales permanentes. Después de que Morris sale, la entidad, que aparece como el yo del pasado de Skye, la ataca, pero Skye lucha y se inyecta la jeringa destinada a detener su corazón, solo para descubrir que todavía está alucinando. La entidad la encierra en el armario y le dice que "se rompa una pierna".
Skye se encuentra en el escenario en la noche de apertura de su gira en el Madison Square Garden. Elizabeth, Joshua y Darius aún vivos observan desde la audiencia, revelando que la totalidad de los eventos de los últimos días han sido otra alucinación. Invisible por los demás, la entidad aparece y revela su verdadera forma; un humanoide grande y sin piel con múltiples bocas sonrientes anidadas unas en otras. La entidad posee a Skye rompiendo su boca y arrastrándose dentro, mientras que para la audiencia, parece ahogarse y colapsar. La ahora poseída Skye se levanta, sonríe y se apuñala fatalmente en el ojo con su micrófono frente a Elizabeth, Joshua y Darius y a miles de espectadores horrorizados, transmitiendo la maldición al público (no se ha dado confirmación por parte de Finn respecto a si solo una persona la absorberá o la maldición escalará a un panorama pandémico al infectar a todos los asistentes al evento).

## Reparto
- Naomi Scott - Skye Riley, una famosa cantante reconocida con un pasado de adicciones hacia la drog
- Rosemarie DeWitt - como Elizabeth Riley, madre y representante de Skye
- Miles Gutiérrez-Riley - Joshua, asistente de Skye y Elizabeth
- Dylan Gelula - como Gemma, la antigua mejor amiga de Skye
- Raúl Castillo - Darius Bravo, el presidente de la discográfica de Skye
- Peter Jacobson - Morris, un enfermero que trata de ayudar a Skye y que ha estudiado incidentes relacionados con la Entidad.
- Lukas Gage - Lewis Frégoli, un traficante de drogas y amigo de Skye
- Drew Barrymore - ella misma
- Kyle Gallner - Joel, un oficial de policía que está maldito con la Entidad de la Sonrisa
- Sosie Bacon - Dra. Rose Cotter, una anterior víctima de la Entidad de la Sonrisa, la cual aparece como un cuerpo ardiendo al principio de la película, como un método de alucinación de la Entidad de la Sonrisa para Joel.[2]
- Ray Nicholson - Paul Hudson, un difunto actor que fue novio de Skye.

## Producción

### Desarrollo y casting
Tras el lanzamiento de Smile (2022), durante entrevistas entre noviembre y diciembre de 2022, el escritor y director Parker Finn declaró que había dejado intencionalmente partes de la primera película ambiguas, con varias tramas sin resolver, al tiempo que expresó interés en explorar esos detalles en una posible continuación.  Afirmó que si bien las entregas adicionales pueden explorar la historia de fondo de la entidad, le gustaría mantener intacta su naturaleza misteriosa.  Señaló que una película de seguimiento sería notablemente diferente de la primera, afirmando que creía que "todavía hay muchas cosas interesantes por explorar en el mundo de Smile ... Me gustaría asegurarme de que haya una forma nueva, emocionante y novedosa de abordarlo que el público no esté anticipando. También quiero encontrar nuevas formas de asustarlos y ponerlos nerviosos."   
En marzo de 2023, Finn firmó un acuerdo de primera vista con Paramount Pictures para desarrollar proyectos de terror adicionales.  El mes siguiente, en CinemaCon 2023, Paramount anunció que se dio luz verde a una secuela de Smile y entró en preproducción, con Finn regresando como escritor y director.  En diciembre de 2023, Naomi Scott fue elegida para un papel principal.  A principios de 2024, Lukas Gage, Rosemarie DeWitt, Dylan Gelula y Miles Gutierrez-Riley se unieron al elenco.   Kyle Gallner repitió su papel de Joel de la primera película. 

### Rodaje
La fotografía principal se llevó a cabo de enero a marzo de 2024 en Hudson Valley, Nueva York, con ubicaciones principales en Newburgh, Poughkeepsie, Wappingers Falls, Albany y la ciudad de Nueva York .  

## Estreno
La película fue estrenada por Paramount Pictures el 18 de octubre de 2024. 